# Go Joon-hee
Dans ce nom coréen, le nom de famille, Go, précède le nom personnel.
Kim Eun-joo, connue sous le pseudonyme de Go Joon-hee (hangeul : 고준희), est une actrice sud-coréenne née le 31 août 1985 à Séoul.

## Filmographie

### Films
- 2007 : Hansel and Gretel de Lim Pil-seong : Hae-yeong
- 2008 : Girl Scout de Kim Sang-man : Kang Eun-ji
- 2011 : Drifting Away de Kim Dong-won : Dan-bi
- 2011 : Yeosu de Jin Kwang-gyo : Mi-jin
- 2012 : Doomsday Book de Kim Jee-woon et Yim Pil-sung : Kim Yoo-min (in A Brave New World) / la fille du temps (in Happy Birthday)
- 2012 : Architecture 101de Lee Yong-ju : Eun-chae
- 2013 : Marriage Blue de Hong Ji-young : Yi-ra
- 2014 : Red Carpet de Park Beom-soo : Jeong Eun-soo
- 2015 : Intimate Enemies de Im Sang-soo : Na-mi

### Séries télévisées
- 2003 : Breathless : Jo Young-ji
- 2005 : Hello My Teacher : Kim Sun-ah
- 2006 : Dasepo Naughty Girl : la fille avec un pauvre sur son dos
- 2006 : What's Up Fox : Go Joon-hee
- 2007 : Crazy in Love : Jo Min-hee
- 2008 : Robber : Young-sook (caméo, épisode 1)
- 2008 : General Hospital 2 : Kang Eun-ji
- 2010 : The Slave Hunters : Je-ni
- 2011 : Can You Hear My Heart : Kang Min-soo
- 2012 : 12 Signs of Love : Park Tan-ya
- 2012 : The Chaser : Seo Ji-won
- 2013 : King of Ambition : Seok Soo-jung
- 2015 : She Was Pretty : Min Ha-ri
- 2017 : Untouchable : Goo Ja-kyung
- 2019 : Le Retour du mal : Hong Seo-jung
- 2020 : Kingdom